# Grand Marais
Grand Marais è una località degli Stati Uniti d'America, capoluogo della contea di Cook, nello Stato del Minnesota.  Al censimento del 2020 aveva una popolazione di 1.337 abitanti.